# Bifokal lins

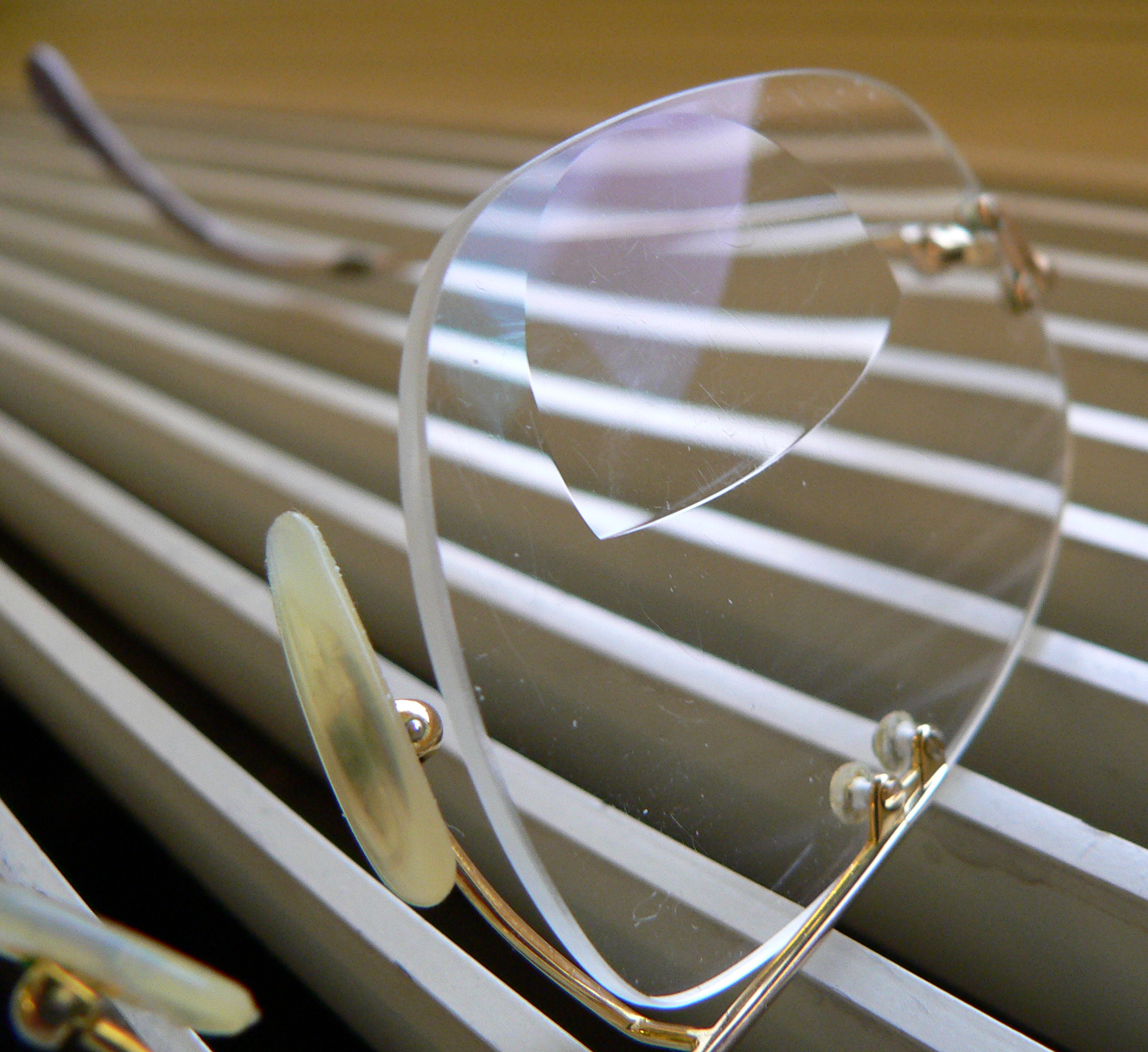
Bifokalt glas.

Bifokal lins. Bifokal lat med två fokus. Uttrycket används främst om glasögonlinser med två olika slipningar (en för långt håll och en för närmare håll) på samma  glas för att undvika behovet av två par glasögon. Trifokalglas är slipade för att korrigera synen på tre olika avstånd, där mittsegmentet alltid är halva närtillägget räknat i  dioptrier.

## Historia
Den första bifokala glasögonlinsen uppfanns inte av en optiker, utan bar namnet Franklinglas efter statsmannen Benjamin Franklin som bad sin optiker slipa av underdelen på sina avståndsglasögon och ersätta den bortslipade biten med glas från läsglasögonen för att slippa behöva byta glasögon vid växling mellan långt och kort synavstånd.

## Fotografi
Även inom fotografi används bifokala linser, framför allt som försättslins vid makrofotografi. En bifokal försättslins gör det möjligt att samtidigt fokusera på ett litet föremål på extremt nära håll och fortfarande hålla bakgrunden skarp.